# إلفستدنروند 2021
إلفستدنروند 2021 هو سباق دراجات هوائية من فئة سباق يوم واحد، وهو الموسم رقم 38 من إلفستدنروند، وأقيم في 6 يونيو 2021، وامتدّ لمسافة 193.10 كيلومتر، وهو أحد سباقات طواف أوروبا للدراجات 2021، وشارك فيه 156 متسابقاً ووصل إلى نهايته 122 متسابقاً.
فاز بالمركز الأول تيم ميرلير، وبالمركز الثاني مارك كافنديش، وبالمركز الثالث ساشا ويميس.

## الفرق
| فرق عالمية (6)- Bora-Hansgrohe - Deceuninck-Quick Step - Intermarché-Wanty-Gobert Matériaux - Jumbo-Visma - Lotto Soudal - Team DSM فرق برو (7)- Alpecin-Fenix - 2021 بي آند بي هوتيلز ‏ - بنجوال دبليو بي 2021 ‏ - Arkéa-Samsic - سبورت فلاندرين بالويس 2021 ‏ - نوفو نورديسك 2021 ‏ - Total Direct Énergie فرق قارية (10)- Baloise–Trek Lions ‏ - تارتيلتو-ايزوريكس 2021 ‏ - Parkhotel Valkenburg CT ‏ - بيت سايكلنج 2021 ‏ - بلاك سبوك 2021 ‏ - إيفوبرو ريسينغ 2021 ‏ - ميتك-تي كي إتش مانتيل ‏ - فريق ريوال للدراجات 2021 ‏ - Van Rysel–Roubaix ‏ - إكس-سبيد يونايتد 2021 ‏ |  |
| |  |

## التصنيف العام النهائي
| التصنيف العام         | التصنيف العام   | التصنيف العام   | التصنيف العام                      | التصنيف العام |
| العداء                | العداء          | البلد           | الفريق                             | الوقت         |
| --------------------- | --------------- | --------------- | ---------------------------------- | ------------- |
| 1                     | تيم ميرلير      | بلجيكا          | Alpecin-Fenix                      | 4 س 16 د 30 ث |
| 2                     | مارك كافنديش    | المملكة المتحدة | دكونيك كويك ستب                    | + 0 ث         |
| 3                     | ساشا ويميس      | بلجيكا          | Sport Vlaanderen-Baloise           | + 0 ث         |
| 4                     | باسكال أكرمان   | ألمانيا         | بورا هانسغروه                      | + 0 ث         |
| 5                     | مايكل موركوف    | الدنمارك        | دكونيك كويك ستب                    | + 0 ث         |
| 6                     | داني فان بوبيل  | هولندا          | Intermarché-Wanty-Gobert Matériaux | + 0 ث         |
| 7                     | دانيال مكلاي    | المملكة المتحدة | اركيا سامسيك                       | + 0 ث         |
| 8                     | Luca Mozzato ‏   | إيطاليا         | B&B Hotels p/b KTM                 | + 0 ث         |
| 9                     | Jordi Warlop ‏   | بلجيكا          | Sport Vlaanderen-Baloise           | + 0 ث         |
| 10                    | ديلان جروينويغن | هولندا          | Jumbo-Visma                        | + 0 ث         |
| مصدر: ProCyclingStats |                 |                 |                                    |               |

## وصلات خارجية
- الموقع الرسمي
- لمحة عن سباق إلفستدنروند 2021 على موقع  ProCyclingStats   (برو  سايكلنج  ستاتس) - إحصاءات  محترفي  الدراجات.
- إلفستدنروند 2021 على موقع إحصائيات الدراجات الإحترافية (الإنجليزية)